# 路国贤
路国贤（1954年9月—），男，汉族，河南长葛人，中华人民共和国政治人物。河南大学政教系政治教育专业毕业，大学学历，法学学士，高级编辑。

## 生平
1975年9月加入中国共产党。1982年6月参加工作。历任中共河南省上蔡县委书记，驻马店地区行署副专员、地委副书记，驻马店市委副书记；河南省委宣传部副部长；河南日报报业集团党委书记、董事长，河南日报社社长；焦作市委副书记、代市长、市长等职。2008年3月升任中共焦作市委书记。2008年，当选全国人大代表。2013年4月，任河南省人民政府党组成员，省文化体制改革和发展工作领导小组副组长。
2016年11月23日，因涉嫌严重违纪接受组织调查。